# Murtala Mohammed
Murtala Ramat Muhammed (ur. 8 listopada 1938 w Kano, zm. 13 lutego 1976 w Lagos) – wojskowy przywódca (szef Wojskowego Rządu Federalnego) Nigerii w latach 1975-1976.

## Życiorys

### Kariera wojskowa
Muhammed występował przeciwko reżimowi gen. mjr Johnsona Aguiyi-Ironsi, który 15 stycznia 1966 r. przejął władzę w wyniku zamachu stanu. Pucz przeprowadzili przedstawiciele chrześcijańskiego ludu Igbo z południa kraju. W trakcie walk, w straszliwych okolicznościach, zginęło kilku przywódców z północnej Nigerii. Aguiyi-Ironsi, jako naczelny dowódca armii nigeryjskiej, przywrócił porządek w kraju, aresztując organizatorów puczu i zmuszając rząd federalny, by oddał władzę w jego ręce. Wielu polityków z północnej Nigerii zauważyło, że Ironsi niechętnie stawiał przed sądem uczestników zamachu stanu i że w armii cieszyli się oni wyjątkowymi przywilejami. Powszechne było wrażenie, że w ten sposób Ironsi wyrażał aprobatę dla dokonanych przez nich zabójstw. W rezultacie, politycy oraz urzędnicy z północy wywarli nacisk na wojskowych, takich jak Mohammed, by wzięli odwet za zamach stanu. W obliczu prowokacji, dokonanych przez media opanowane przez polityków z południa, które notorycznie pokazywały plakaty i kreskówki przedstawiające zamordowanych polityków z północy, w nocy z 29 na 30 lipca 1966 r. doszło do buntu żołnierzy w koszarach w Abeokuta. W ten sposób przyspieszono odwet za przewrót wojskowy, chociaż był dopiero we wczesnej fazie przygotowań. Według większości źródeł południowonigeryjskich, Mohammed początkowo zamierzał wykorzystać rebelię, by doprowadzić do secesji północnej Nigerii. Jednak później porzucił tę wizję ze względu na potencjalne trudności gospodarcze, którym państwo północnonigeryjskie musiałoby stawić czoła, gdyby powstało. O problemach tych poinformowali go urzędnicy oraz dyplomaci brytyjscy. Wybuch rebelii doprowadził do osadzenia podpułkownika Yakubu Gowona na stanowisku najwyższego dowódcy Nigeryjskich Sił Zbrojnych. Murtala Mohammed był z tego faktu niezadowolony, ponieważ wolał osobiście dowodzić armią nigeryjską. Jako że Gowon był od niego wyższy stopniem, a doradcy brytyjscy i amerykańscy nie udzielili Mohammedowi poparcia, musiał on zrezygnować ze swych osobistych ambicji. Gowon nagrodził go potwierdzeniem jego stopnia wojskowego (do tej pory był podpułkownikiem) oraz funkcji szefa inspekcji oddziałów łączności. 
Podczas wojny domowej w Nigerii Muhammed pełnił funkcję szefa sztabu drugiej dywizji armii nigeryjskiej. Dywizji tej udało się wyprzeć armię Republiki Biafra z regionu środkowo-zachodniego oraz sforsować rzekę Niger i połączyć się z 1. dywizją, która maszerowała spod Nsukka do Enugu. W nadgranicznej miejscowości Asaba, w rejonie zamieszkanym przez ludność Igbo, Mohammed rozkazał swoim oddziałom dokonanie jednej z najokrutniejszych zbrodni w całej wojnie. Według oskarżeń świadków oraz zagranicznych dziennikarzy, powypędzał z domów wszystkich pełnosprawnych mieszkańców miasteczka płci męskiej, kazał im ustawić się w szeregu wzdłuż muru, a swoim żołnierzom wydał komendę rozstrzelania cywilów. Można przypuszczać, że zbrodnia miała na celu rozwścieczenie żołnierzy Republiki Biafra, którym celowo zezwolono na przebywanie w przygranicznych rejonach Nigerii, na terytoriach zamieszkanych przez ich rodaków. Sprawę dodatkowo skomplikowały relacje dotyczące gwałcenia i mordowania kobiet (nawet ciężarnych). W czasie trwania wojny Mohammed stanowczo odpierał zarzuty, jednak po zakończeniu działań zbrojnych przyznał, że jego żołnierze mogli dopuścić się zbrodni na ludności cywilnej. Nigdy jednak oficjalnie nie przeprosił rodzin ofiar.
Kolejny krwawy incydent, w którym uczestniczył Muhammed, miał miejsce niedługo później, gdy próbował on przedostać się do Republiki Biafra poprzez rzekę Niger. Pomimo zalecenia zwierzchników z Kwatery Głównej Armii w Lagos, by poczekał na odbudowę mostu, który został wysadzony w powietrze przez wycofujące się siły Republiki Biafra, Mohammed postanowił sforsować rzekę. Uważał, że dowództwo wojskowe celowo nakłania go do opóźnienia działań, by pozbawić go chwały zwycięzcy. Armia nigeryjska nie była przygotowana do przepłynięcia rzeki wpław. Akcja była prowadzona niedołężnie, wielu żołnierzy ugrzęzło w korycie rzeki, stając się łatwym celem dla rozstawionych wzdłuż Nigru dział wojsk biafryjskich. Mohammed dwukrotnie zmuszony był do wycofania się, jednak za trzecią próbą udało mu się sforsować rzekę, aczkolwiek poniósł znaczne straty w żołnierzach oraz ekwipunku.
Wkrótce potem, podobnie przykre w skutkach wydarzenie miało miejsce w Abaganie, gdzie wybuch bomby spowodował eksplozję ogromnego transportu paliwa. Mohammed, wstrząśnięty po upokarzających doświadczeniach podczas przekraczania Nigru i obrzucony reprymendami z Kwatery Głównej Armii, postanowił zrzec się dowództwa i udać się na urlop do Wielkiej Brytanii.
Gdy po wojnie powrócił do Nigerii, został powtórnie desygnowany na szefa inspekcji oddziałów łączności. Mogło się wydawać, że będzie to ostatni etap w jego karierze wojskowej.

### Szef Wojskowego Rządu Federalnego
Jednak wraz ze spadkiem popularności rządu Gowona, który zamieszany był w korupcję i ekscesy, niektórzy oficerowie armii, wraz z brygadierem Mohammedem i dwoma jego towarzyszami broni z okresu wojny, brygadierami Olusẹgunem Ọbasanjọ oraz Theophilusem Danjumą, ogłosili, że muszą interweniować w obronie interesu państwowego. Przypuszczano, że faktyczną przyczyną spisku zasłużonych dowódców z czasu wojny było ich niezadowolenie z faktu, że oficerowie, którzy pozostawali w Kwaterze Głównej Armii, z dala od frontu, szybciej i częściej otrzymywali awanse i mieli większe wpływy w rządzie niż żołnierze, którzy narażali swoje zdrowie i życie na linii frontu. Uczestnicy spisku zamierzali, po obaleniu rządu Gowona, postawić u sterów państwa swoich trzech przywódców. 
29 lipca 1975 r., w czasie, gdy Gowon uczestniczył w szczycie OJA w Kampali w Ugandzie, Mohammed dokonał bezkrwawego zamachu stanu i stanął na czele Wojskowego Rządu Federalnego. Ọbasanjọ (późniejszy generał porucznik) oraz Danjuma (późniejszy generał major) objęli stanowiska odpowiednio: szefa sztabu w Kwaterze Głównej Armii oraz szefa sztabu armii. W niedługim czasie Mohammed zyskał światowy rozgłos dzięki skutecznej polityce. Jego efektywność zapewniła mu status bohatera ludowego, pomimo licznych oskarżeń o hipokryzję, którą wykazał się ignorując eskalację korupcji.
Jednym z pierwszych podjętych przez niego działań było sfałszowanie powszechnego spisu ludności z 1973 r., który wypadł na korzyść północnej części kraju. Mohammed dla celów politycznych polecił, by oficjalnie opublikować dane z roku 1963. Mohammed usunął z administracji najwyższych urzędników federalnych i stanowych. Chciał w ten sposób zerwać powiązania z reżimem Gowona i odbudować zaufanie publiczne dla rządu federalnego. Ponad 10 tys. urzędników i pracowników instytucji państwowych straciło pracę i nie otrzymało z tego tytułu żadnych odpraw ani odszkodowań. Zwalniano ich z powodu wieku, złego stanu zdrowia, braku kompetencji bądź zaniedbań w obowiązkach. Czystki objęły służbę publiczną, sądownictwo, policję, siły zbrojne, służbę dyplomatyczną, korporacje państwowe oraz uczelnie. Niektórych urzędników postawiono przed sądem w sprawach o korupcję. Mohammed przeprowadził również demobilizację 100 tys. wyższych wojskowych.
Dwanaście spośród dwudziestu pięciu ministerstw w nowo powołanej Federalnej Radzie Wykonawczej powierzono cywilom. Jednak rząd miał znaczenie drugorzędne względem Najwyższej Rady Wojskowej. Mohammed odebrał część władzy samorządom stanowym na rzecz rządu federalnego. Obszar odpowiedzialności politycznej rządów stanowych został znacznie zawężony. Nowo mianowani wojskowi zarządcy stanów nie otrzymali posad w Najwyższej Radzie Wojskowej. Ich zadaniem była realizacja polityki rządu federalnego, którego decyzje były im przekazywane poprzez Najwyższą Radę Wojskową. Rząd federalny przejął kontrolę nad dwiema największymi gazetami w Nigerii. Państwo uzyskało monopol informacyjny, a poza tym objęło ścisłą kontrolą krajowe uczelnie.
Murtala Mohammed dokonał całkowitej rewizji Trzeciego Narodowego Planu Rozwoju. Zważywszy na fakt, że największe zagrożenie dla nigeryjskiej gospodarki stanowiła inflacja, Mohammed skoncentrował się na obniżeniu podaży pieniądza, którą rząd wcześniej zwiększył, by pokryć koszty robót publicznych. Ogłosił również, że jego rząd wspierać będzie szybki rozwój sektora prywatnego w obszarach gospodarki zdominowanych przez korporacje państwowe. Zrewidował cele polityki zagranicznej, tak by zapewnić Nigerii prymat w OPEC oraz decydującą rolę w wyznaczaniu cen tego surowca. Jego polityka gospodarcza spotkała się z nieprzychylną reakcją innych państw afrykańskich. W sprawach międzynarodowych Nigeria wykazywała raczej postawę państwa neutralnego, a nie „niezaangażowanego”. Zmiana w orientacji politycznej stała się widoczna w odniesieniu do sytuacji w Angoli. Nigeria, w ramach Organizacji Jedności Afrykańskiej, mediowała na rzecz pojednania frakcji walczących w byłej kolonii portugalskiej. Jednak w roku 1975 Murtala Mohammed zadeklarował poparcie dla Ludowego Ruchu Wyzwolenia Angoli (Movimento Popular de Libertaçao de Angola - Partido do Trabalho, MPLA-PT), utrzymującego kontakty ze Związkiem Radzieckim. Zaangażowanie Nigerii w konflikt w Angoli po stronie socjalistów miało być przeciwwagą dla interwencji zbrojnej RPA po stronie przeciwstawnego Narodowego Związku Na Rzecz Całkowitej Niepodległości Angoli (Uniao Nacional para a Independencia Total de Angola, UNITA). Zmiana nastawienia rządu nigeryjskiego w sprawach zagranicznych przyczyniła się do oziębienia stosunków ze Stanami Zjednoczonymi, które domagały się wycofania z Angoli żołnierzy kubańskich oraz doradców radzieckich. W październiku 1975 r. lotnictwo nigeryjskie otrzymało samoloty, skonstruowane na zlecenie poprzedniego rządu Gowona w Związku Radzieckim.

### Zamach
Murtala Mohammed zginął 13 lutego 1976 r. w zamachu zorganizowanym przez podpułkownika Busę Sukę Dimkę. Jego samochód wpadł w zasadzkę w drodze do biura w Lagos. Kilku najwyższych wojskowych, włącznie z poprzednikiem Mohammeda i jednocześnie „świeżo upieczonym” absolwentem brytyjskiego uniwersytetu Warwick, Yakubu Gowonem, oskarżono o zaplanowanie bądź aprobatę planów zamachu. Po zabójstwie Mohammeda, władzę w Nigerii przejął szef sztabu Kwatery Głównej Armii, Olusẹgun Ọbasanjọ. Ukończył on rozpoczętą przez Mohammeda operację całkowitego przekazania władzy urzędnikom cywilnym. W dniu 1 października 1979 r. powierzył ster państwa politykowi z Narodowej Partii Nigerii, Shehu Shagariemu.